# Kawia
Kawia (Cavia) – rodzaj ssaków z podrodziny kawii (Caviinae) w obrębie rodziny kawiowatych (Caviidae).

## Rozmieszczenie geograficzne
Rodzaj obejmuje gatunki występujące w Ameryce Południowej (Ekwador, Kolumbia, Wenezuela, Gujana, Surinam, Brazylia, Peru, Boliwia, Chile, Argentyna, Paragwaj i Urugwaj). Są rozproszone na niemal całym kontynencie z wyjątkiem dalekiego południa i dorzeczy Amazonki.

## Morfologia
Długość ciała 215–395 mm, długość tylnej stopy 24–57 mm, długość ucha 19–50 mm; masa ciała 295–840 g.

## Systematyka
Rodzaj zdefiniował w 1766 roku niemiecki botanik i zoolog Peter Simon Pallas w książce swojego autorstwa poświęconej naukom zoologicznym. Pallas wymienił pięć gatunków – Cavia capensis Pallas, 1766, Cavia cobaya Pallas, 1766 (= Mus porcellus Linnaeus, 1758), Cavia capybara Pallas, 1766 (= Sus Hydrochaeris Linnaeus, 1766), Cavia Acuti Pallas, 1766 (= Mus leporinus Linnaeus, 1758) i Cavia Aperea Pallas, 1766 (= Cavia aperea Erxleben, 1777) – z kótrych gatunkiem typowym jest (późniejsze oznaczenie) Cavia cobaya Pallas, 1766 (= Mus porcellus Linnaeus, 1758) (kawia domowa).

### Etymologia
- Cavia (Cauia, Scavia, Savia, Calva): nazwa cabiai oznaczająca w języku Indian Kalina ‘kawię’, być może od port. çavia ‘kolczasty szczur’, od tupi saujá ‘szczur’[23].
- Anoema (Anoemas, Anaema): fr. anoème ‘bez siły’, być może od gr. α a ‘bez’; νοημα noēma ‘myśl, pojęcie’ (por. ανοημων anoēmōn ‘nierozumny’)[24]. Gatunek typowy (oznaczenie monotypowe): Cavia cobaya Pallas, 1766 (= Mus porcellus Linnaeus, 1758).
- Cobaya (Cobaia): nazwa çabuia lub sabuia z niezidentyfikowanego języka Indian amerykańskich (być może tupi) oznaczająca ‘kawię domową’[25]. Gatunek typowy: w oryginalnym opisie Cuvier nie wymineił żadnago gatunku, na typ nomenklatoryczny wyznaczono Cavia cobaya Pallas, 1766 (= Mus porcellus Linnaeus, 1758).
- Coiza: gr. κοιζω koizō ‘chrząkać’[26].
- Moco: rodzima, południowoamerykańska nazwa moco dla kawii[27]. Gatunek typowy: Lund podał samą nazwę nie wskazując typu nomenklatorycznego.
- Perea: etymologia nieznana[28]. Gatunek typowy: Lund podał samą nazwę nie wskazując typu nomenklatorycznego.
- Prea: rodzima, południowoamerykańska nazwa prea dla kawii[13]. Gatunek typowy: Liais wymienił pięć gatunków – Cavia rufescens Lund, 1841 (= Cavia fulgida Wagler, 1831), Cavia cobaya Pallas, 1766 (= Mus porcellus Linnaeus, 1758), Cavia rupestris Wied-Neuwied, 1820, Cavia obscura Lichtenstein, 1823 (= Cavia fulgida Wagler, 1831) i Cavia saxatilis Lund, 1839 (= Cavia spixii Wagler, 1831) – nie wskazując typu nomenklatorycznego.
- Mamcaviaus: modyfikacja zaproponowana przez meksykańskiego przyrodnika Alfonso Luisa Herrerę w 1899 roku polegająca na dodaniu do nazwy rodzaju przedrostka Mam (od Mammalia)[29].

### Podział systematyczny
Do rodzaju należą następujące występujące współcześnie gatunki:
| Grafika | Gatunek          | Autor i rok opisu               | Nazwa zwyczajowa  | Podgatunki         | Rozmieszczenie geograficzne | Podstawowe wymiary           | Status IUCN |
| ------- | ---------------- | ------------------------------- | ----------------- | ------------------ | --- | ---------------------------- | ----------- |
|         | Cavia aperea     | Erxleben, 1777                  | kawia brazylijska | 7 podgatunków      | Kolumbia, Wenezuela, region Gujana, Brazylia, Boliwia, Paragwaj, północna Argentyna i Urugwaj; odnotowany w południowo-wschodnim Peru                                        | DC: 21–39 cm MC: 500–790 g   | LC          |
|         | Cavia tschudii   | Fitzinger, 1857                 | kawia górska      | 8 podgatunków      | zachodnie Peru, wyżyny Boliwii, północno-zachodnia Argentyna i północne Chile; zakres wysokości: 0–4500 m n.p.m.                                                             | DC: 22–27 cm MC: 295–390 g   | LC          |
|         | Cavia porcellus  | (Linnaeus, 1758)                | kawia domowa      | gatunek monotypowy | udomowiony na całym świecie; nie występuje w stanie naturalnym na wolności, ale populacje dzikich kawii z Kolumbii i Brazylii prawdopodobnie są spokrewnione z tym gatunkiem | DC: 20–25 cm MC: 0,7–1,2 kg  | GU          |
|         | Cavia fulgida    | Wagler, 1831                    | kawia lśniąca     | gatunek monotypowy | endemit Brazylii (od Minas Gerais na południe do Santa Catarina) | DC: 22–27 cm MC: brak danych | LC          |
|         | Cavia patzelti   | Schliemann, 1982                |                   | gatunek monotypowy | endemit Ekwadoru (góra Chimborazo; prawdopodobnie występuje poza miejscem typowym); zakres wysokości: 3000–3800 m n.p.m.                                                     | DC: 28–29 cm MC: 700–725 g   | DD          |
|         | Cavia magna      | Ximinez, 1980                   | kawia większa     | gatunek monotypowy | południowo-wschodnia Brazylia (Santa Catarina i Rio Grande do Sul) i wschodni Urugwaj (Rocha)                                                                                | DC: 22–34 cm MC: 440–840 g   | LC          |
|         | Cavia intermedia | Cherem, Olimpio & Ximenez, 1999 | kawia pośrednia   | gatunek monotypowy | endemit Brazylii (archipelag Moleques do Sul (Santa Catarina)) | DC: 27–31 cm MC: 495–680 g   | CR          |

Kategorie IUCN:  LC  – gatunek najmniejszej troski,  CR  – gatunek krytycznie zagrożony,  DD  – gatunki o nieokreślonym stopniu zagrożenia; GU – gatunki udomowione nie są poddawane ocenie przez IUCN.
Opisano również gatunki wymarłe:
- Cavia cabrerai Candela & Bonini, 2017[33] (Argentyna; miocen)
- Cavia galileoi Verzi & Quintana, 2005[34] (Argentyna; pliocen)
- Cavia lamingae Locks & Montenegro, 1985[35] (Brazylia; plejstocen)
- Cavia vates Winge, 1888[36] (Brazylia; plejstocen)